# Cowichan Bay
Cowichan Bay är en vik i Kanada.   Den ligger i provinsen British Columbia, i den sydvästra delen av landet, 3 600 km väster om huvudstaden Ottawa.
I omgivningarna runt Cowichan Bay växer i huvudsak blandskog. Runt Cowichan Bay är det ganska glesbefolkat, med 38 invånare per kvadratkilometer.